# 豊田俊郎
豊田 俊郎（とよだ としろう、1952年〈昭和27年〉8月21日 - ）は、日本の政治家。
参議院議員（2期）、参議院政治改革に関する特別委員長。国土交通副大臣、財政金融委員会委員長、自民党政務調査会副会長、内閣府大臣政務官、千葉県八千代市長（第11 - 13代）、千葉県議会議員（1期）を歴任した。

## 略歴

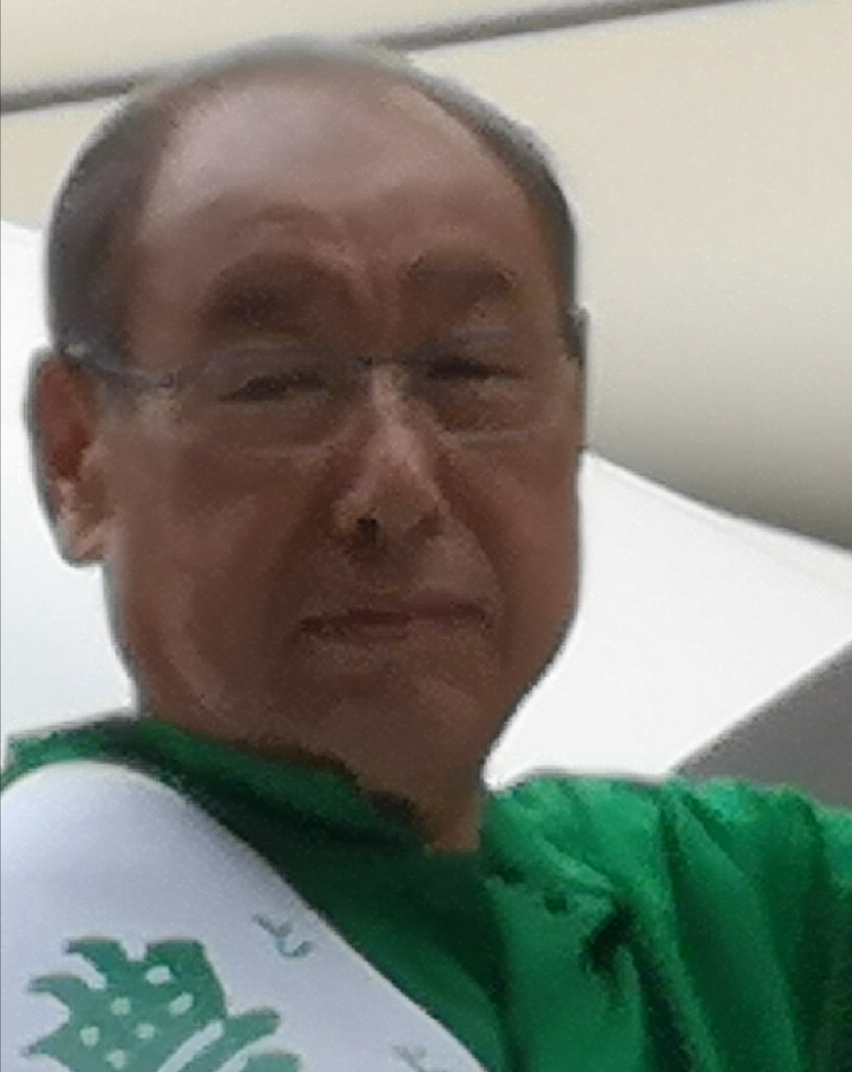
2019年7月、千葉県柏駅にて

千葉県千葉郡睦村（現・八千代市）出身。1971年、印旛高校卒業。1972年、中央工学校卒業。
1999年、千葉県議会議員に八千代市選挙区から無所属で立候補し初当選。
2003年、八千代市長選挙に立候補し初当選。2006年、2選。2010年、3選。
2013年3月14日、自由民主党が第23回参議院議員通常選挙の千葉県選挙区で豊田を公認すると発表。同年4月30日、任期途中で八千代市長を辞職。7月21日に行われた第23回参議院議員通常選挙に千葉県選挙区から立候補し初当選。ネット選挙解禁後、初の国政選挙であり、ダンス動画やクイズ動画などを公開し、話題となった。
2016年、内閣府大臣政務官に就任。
2019年、自由民主党政務調査会 副会長に就任。同年7月、第23回参議院議員通常選挙で再選。
2020年、参議院国会対策委員会副委員長に就任。2021年、参議院財政金融委員会委員長に就任。2022年、国土交通副大臣に就任。2023年、自民党副幹事長に就任。2024年、参議院に新たに設置された政治改革特別委員会の委員長に就任。
2024年7月25日、翌年7月の第27回参議院議員通常選挙の千葉県選挙区公認候補として擁立することが自民党から発表された。

同年9月12日に告示された自民党総裁選挙において、豊田は同じ麻生派の河野太郎ではなく、小林鷹之の推薦人に名を連ねた。
2025年7月20日の第27回参議院議員通常選挙の投開票の結果、定数3人に対し5位で落選。

## 政策・主張

### 憲法
- 憲法改正について、2013年のアンケートで「賛成」と回答[9]。2019年のアンケートで「どちらかといえば賛成」と回答[10]。

- 9条改憲について、2013年の毎日新聞社のアンケートで「改正して、自衛隊を他国同様の『国防軍』にすべき」と回答[11]。

### 外交・安全保障
- 「集団的自衛権を行使できるよう、憲法解釈を見直すべきだ」との問題提起に対し、2013年の毎日新聞社のアンケートで、選択肢以外の回答をした[11]。

- 「他国からの攻撃が予想される場合には先制攻撃もためらうべきではない」との問題提起に対し、2013年のアンケートで「どちらとも言えない」と回答[9]。2019年のアンケートで「賛成」と回答[10]。

- 「北朝鮮に対しては対話よりも圧力を優先すべきだ」との問題提起に対し、2013年のアンケートで「どちらとも言えない」と回答[9]。2019年のアンケートで「賛成」と回答[10]。

- 普天間基地の移設問題について、2013年の毎日新聞社のアンケートで「名護市辺野古に移設すべき」と回答[11]。

- 従軍慰安婦に対する旧日本軍の関与を認めた「河野談話」の見直し議論について、2013年の毎日新聞社のアンケートで「見直すべきではない」と回答[11]。

### その他
- 選択的夫婦別姓制度の導入について、2019年のアンケートで「どちらとも言えない」と回答[10]。

- 同性婚を可能とする法改正について、2019年のアンケートで「どちらとも言えない」と回答[10]。

- 「治安を守るためにプライバシーや個人の権利が制約されるのは当然だ」との問題提起に対し、2013年、2019年のアンケートで「どちらともえ言えない」と回答[9][10]。

- 永住外国人への地方参政権付与について、2013年のアンケートで「どちらとも言えない」と回答[9]。

- 首相の靖国神社参拝について、2013年のアンケートで「どちらかと言えば賛成」と回答[9]。

- アベノミクスについて、2019年のアンケートで「評価する」と回答[10]。

- 消費税率を10％より高くすることについて、2019年のアンケートで「どちらとも言えない」と回答[10]。

## 人物

### 統一教会との関係
- 2017年10月15日、世界平和統一家庭連合（旧統一教会）が幕張メッセで大規模な信者集会「Peace Loving Festival KANAGAWA」を開催した。豊田は島村大とともに来賓として出席。「本日はこの運動を提唱し指導されておられる韓鶴子総裁をお迎えしてメッセージをお聴きになると伺っております。世界平和の実現を目指す皆様方の運動の大きな飛躍の機会となることができるようご祈念を申し上げ、お祝いの言葉に替えさせていただきます」と祝辞を述べた[12][13][14]。
- 2022年7月から8月にかけて、共同通信社が全国会議員712人を対象に実施した統一教会との関わりを尋ねるアンケートに対し、回答を拒否している[15][16][注 1]。

### その他
- 献血とジョギングが趣味。献血に関しては過去に70回以上行っている[2]。
- 参議院決算委員会理事、内閣委員会、国民生活・経済に関する調査会、東日本大震災復興特別委員会、党政務調査会副会長、参議院政策審議会副会長、地方組織・議員総局次長、NPO・NGO関係団体副委員長などを務めた[18]。
- 母と同居しており、2019年6月には著書「人生100年時代～大正・昭和・平成を駆けぬけ令和を生きる参議院議員豊田俊郎の母の物語～」（千葉日報社）を出版。

## 所属団体・議員連盟
- 自民党たばこ議員連盟[19]
- 日本会議国会議員懇談会[20]
- 神道政治連盟国会議員懇談会[20]
- みんなで靖国神社に参拝する国会議員の会[20]

## 支援団体
- 全国たばこ販売政治連盟（組織推薦候補者）[21]
- 神道政治連盟[22]
- 全国土地家屋調査士政治連盟[23]

## 選挙歴
| 当落 | 選挙                     | 執行日         | 年齢 | 選挙区         | 政党       | 得票数     | 得票率 | 定数 | 得票順位 /候補者数 | 政党内比例順位 /政党当選者数 |
| ---- | ------------------------ | -------------- | ---- | -------------- | ---------- | ---------- | ------ | ---- | ------------------ | ---------------------------- |
| 当   | 1999年千葉県議会議員選挙 | 1999年4月11日  | 46   | 八千代市選挙区 | 無所属     | 1万2454票  | 28.54% | 2    | 1/4                | /                            |
| 当   | 2003年八千代市長選挙     | 2003年1月26日  | 50   | ーー           | 無所属     | ーー票     | ーー   | 1    | 1/                 | /                            |
| 当   | 2006年八千代市長選挙     | 2006年12月17日 | 54   | ーー           | 無所属     | 3万2314票  | 51.23% | 1    | 1/2                | /                            |
| 当   | 2010年八千代市長選挙     | 2010年12月19日 | 58   | ーー           | 無所属     | 2万4969票  | 35.49% | 1    | 1/4                | /                            |
| 当   | 第23回参議院議員通常選挙 | 2013年07月21日 | 60   | 千葉県選挙区   | 自由民主党 | 41万8806票 | 17.54% | 3    | 2/9                | /                            |
| 当   | 第25回参議院議員通常選挙 | 2019年07月21日 | 66   | 千葉県選挙区   | 自由民主党 | 43万6182票 | 19.06% | 3    | 3/6                | /                            |
| 落   | 第27回参議院議員通常選挙 | 2025年07月20日 | 72   | 千葉県選挙区   | 自由民主党 | 27万7723票 | 9.8%   | 3    | 5/16               | /                            |